# Tillandsia stricta
A Tillandsia stricta é uma planta herbácea epífita de pequeno porte pertencente à família Bromeliaceae, nativa da América do Sul e Central. Costuma formar pequenas touceiras as quais raramente ultrapassam 10 centímetros de diâmetro. Popularmente, recebe o nome de cravo-do-mato.

## Descrição
A Tillandsia stricta usualmente apresenta folhas com aspecto ceroso, dispostas em rosetas grossas.
Existe um grande número de variedades distintas desta espécie, algumas apresentando folhas macias ou mais rígidas e formatos e cores distintos, desde folhas verdes claras a folhas prateadas. Algumas variedades podem ter folhas bastante escuras, chegando próximo à tonalidades negras.
As inflorescências surgem no início do verão e se caracterizam por apresentarem hastes alongadas que partem do centro da roseta madura. As flores podem ser ser azuis, roxas ou amarelas e duram apenas um dia, mas as brácteas também apresentam cores diversificadas, comumente em tonalidades avermelhadas, rosadas ou arroxeadas e perduram por até 10 semanas.

## Propriedades medicinais
Acredita-se que a bromélia Tillandsia stricta, além de apresentar características ornamentais, apresente potencial farmacológico, uma vez que é empregada pela população da bacia do Rio Paraná como diurética e como medicamento auxiliar no combate à gonorreia. Também se utiliza esta planta com o objetivo de atenuar processos inflamatórios. Apesar disso, ainda não se trata de um vegetal muito estudado, tanto do ponto de vista químico como farmacológico.